# Флаг Сосновоборского района
Флаг Сосновобо́рского муниципального района Пензенской области Российской Федерации.

## Описание
«Флаг представляет собой прямоугольное синее полотнище с отношением ширины к длине 2:3, несущее посередине фигуру из герба района: жёлтое судно с конской головой на носу, вместо мачт имеющее три жёлтые сосны».

## Обоснование символики
Флаг района разработан на основе герба, который языком символов и аллегорий отражает название муниципального образования, а также его природные особенности.
Сосны, изображённые вместо мачт аллегорически символизируют название района, И указывают на уникальные лесные массивы. Кроны деревьев, аллегорически показывающие паруса, являются залогом здоровой жизни местного населения. Сосна — традиционный символ долголетия, плодородия, стойкости и силы характера.
Синий цвет — символ водных просторов, указывает на реку Суру, основную водную артерию, расположенную на территории района. Символику реки усиливает изображение золотой ладьи. Корабль в геральдике — символ устремлённости, движения вперёд, преодоления трудностей и достижения успеха. Синий цвет — также символ чести, благородства и духовности.
Жёлтый цвет (золото) — символ богатства, стабильности, уважения и интеллекта